# The Way Back Home
The Way Back Home ist das dritte Studioalbum des US-amerikanischen Country-Musikers Vince Gill und erschien 1987 unter dem Label RCA Nashville. Es ist das letzte Vince-Gill-Album unter dem Label RCA, da Gill zum Label MCA Nashville wechselte, wo sein viertes Studioalbum When I Call Your Name erschien.

## Titelliste
1. Everybody’s Sweetheart (Gill) – 2:52
2. The Way Back Home (Gill) – 3:56
3. Cinderella (Reed Nielsen) – 3:36
4. Let’s Do Something (Gill, Nielsen) – 3:19
5. The Radio (Gill, Nielsen) – 4:05
6. Baby That’s Tough (Gill, Guy Clark) – 3:38
7. Losing Your Love (Gill, Hank DeVito, Rhonda Fleming) – 4:47
8. It Doesn’t Matter Anymore (Paul Anka) – 3:36
9. Something’s Missing (Gill) – 4:30

## Rezeption
Allmusic-Kritiker Thom Jurek lobte Gills Fähigkeiten „Honky Tonk, Rockabilly, Countrymusik, Bluegrass und Popmusik verschmelzen zu lassen“. Er vergab insgesamt drei von fünf möglichen Bewertungseinheiten für The Way Back Home. Die kommerziell erfolgreichste Singleauskopplung ist Cinderella, sie erreichte Platz fünf der Billboard Country Songs und Platz drei in Kanada. Die Auskopplung Let’s Do Something erreichte die Plätze 16 und 17 in den Vereinigten Staaten und Kanada. Die ein Jahr später veröffentlichten Singles Everybody’s Sweetheart und The Radio positionierten sich in den USA auf Rang elf und 39 und in Kanada auf Platz drei und 32.